# Rhodochlaena
Rhodochlaena là một chi bướm đêm thuộc họ Noctuidae.